# Canon EF 400mm-objectief
De EF 400mm is een familie van teleobjectieven gemaakt door de Japanse fabrikant Canon. Alle modellen zijn voorzien van een EF-lensvatting en daarmee geschikt voor de EOS-cameralijn van dezelfde fabrikant.
In totaal zijn er vijf varianten verschenen van dit objectief, allen voorzien van het (semi-)professionele L-label.

## Specificaties
| Naam                        | f/2.8L USM               | f/2.8L II USM                    | f/2.8L IS USM                    | f/2.8L IS II USM                 | f/4L DO IS USM                   | f/5.6L USM                       |
| --------------------------- | ------------------------ | -------------------------------- | -------------------------------- | -------------------------------- | -------------------------------- | -------------------------------- |
| Afbeelding                  |                          | Plaats uw zelfgemaakte foto hier | Plaats uw zelfgemaakte foto hier | Plaats uw zelfgemaakte foto hier | Plaats uw zelfgemaakte foto hier | Plaats uw zelfgemaakte foto hier |
| Belangrijkste eigenschappen |                          |                                  |                                  |                                  |                                  |                                  |
| Beeldstabilisatie           | Nee                      | Nee                              | Ja                               | Ja                               | Ja                               | Nee                              |
| Weerbestendig               | Ja                       | Ja                               | Ja                               | Ja                               | Ja                               | Ja                               |
| Ultrasonic Motor (USM)      | Ja                       | Ja                               | Ja                               | Ja                               | Ja                               | Ja                               |
| L-objectief                 | Ja                       | Ja                               | Ja                               | Ja                               | Ja                               | Ja                               |
| Diffractieve optica         | Nee                      | Nee                              | Nee                              | Nee                              | Ja                               | Nee                              |
| Macro                       | Nee                      | Nee                              | Nee                              | Nee                              | Nee                              | Nee                              |
| Technische eigenschappen    |                          |                                  |                                  |                                  |                                  |                                  |
| Brandpuntsafstand           | 400 mm                   | 400 mm                           | 400 mm                           | 400 mm                           | 400 mm                           | 400 mm                           |
| Diafragma (max-min)         | f/2.8-f/32               | f/2.8-f/32                       | f/2.8-f/32                       | f/2.8-f/32                       | f/4-f/32                         | f/5.6-f/32                       |
| Opbouw                      | 9 groepen / 11 elementen | 9 groepen / 11 elementen         | 13 groepen / 17 elementen        | 13 groepen / 17 elementen        | 13 groepen / 17 elementen        | 6 groepen / 7 elementen          |
| Diafragmalamellen           | 8                        | 8                                | 8                                | 8                                | 8                                | 8                                |
| Minimale scherpstelafstand  | 4 m                      | 4 m                              | 3 m                              | 3 m                              | 3,5 m                            | 3,5 m                            |
| Maximale vergroting         | 0,11x                    | 0,11x                            | 0,15x                            | 0,15x                            | 0,12x                            | 0,11x                            |
| Horizontale beeldhoek       | 5°10'                    | 5°10'                            | 5°10'                            | 5°10'                            | 5°10'                            | 5°10'                            |
| Diagonale beeldhoek         | 6°10'                    | 6°10'                            | 6°10'                            | 6°10'                            | 6°10'                            | 6°10'                            |
| Verticale beeldhoek         | 3°30'                    | 3°30'                            | 3°30'                            | 3°30'                            | 3°30'                            | 3°30'                            |
| Fysieke eigenschappen       |                          |                                  |                                  |                                  |                                  |                                  |
| Gewicht                     | 6.100 g                  | 5.910 g                          | 5.370 g                          | 3.850 g                          | 1.940 g                          | 1.250 g                          |
| Maximale diameter           | 167 mm                   | 167 mm                           | 163 mm                           | 163 mm                           | 128 mm                           | 90 mm                            |
| Lengte                      | 348 mm                   | 348 mm                           | 349 mm                           | 343 mm                           | 232,7 mm                         | 256,5 mm                         |
| Filterdiameter              | 48 mm (drop-in)          | 48 mm (drop-in)                  | 52 mm (drop-in)                  | 52 mm (drop-in)                  | 52 mm (drop-in)                  | 77 mm                            |
| Verkoopinformatie           |                          |                                  |                                  |                                  |                                  |                                  |
| Introductie                 | april 1991               | maart 1996                       | september 1999                   | augustus 2011                    | december 2001                    | mei 1993                         |
| Momenteel in productie?     | Nee                      | Nee                              | Nee                              | Ja                               | Ja                               | Ja                               |